# 방구석 1열: 확장판
《방구석 1열》은 JTBC에서 방송 중인 영화 전문 텔레비전 프로그램이다.

## 방송 개요
《전체관람가》를 연출한 김미연 PD가 연출하고 유튜브 크리에이터 거의없다 등이 영화 소개 영상을 제작하고 있다. 회당 화제가 된 두 작품을 선정해 공통점과 차이점을 찾아보는 '띵작매치' 코너를 중심으로, 영화·연극·콘서트·뮤지컬 등 문화계 인사들이 출연하는 '머글랭 밥차' 코너(~15회) 등으로 진행된다. 프로그램 마지막 30초에는 변영주 감독이 제안한 ‘오늘의 추천 독립영화’ 코너가 진행된다.
2019년 1월 변영주 감독이 강풀 원작 《조명가게》 촬영을 위해 하차했다가 2020년 2월 복귀했다.

## 방송 일정
| 방송국 | 방송 기간                         | 방송 시간                              | 비고     |
| ------ | --------------------------------- | -------------------------------------- | -------- |
| JTBC   | 2018년 5월 4일 ~ 2019년 7월 12일  | 매주 금요일 저녁 6시 30분 ~ 8시        | 시즌 1   |
| JTBC   | 2019년 7월 21일 ~ 2022년 1월 23일 | 매주 일요일 오전 10시 30분 ~ 11시 55분 | 시즌 1·2 |
| JTBC   | 2022년 2월 18일 ~ 2022년 4월 8일  | 매주 금요일 밤 9시 ~ 10시 30분         | 확장판   |

## 출연진

### 시즌1~2
- 장성규 : 2018년 5월 4일 ~ 2022년 1월 23일
- 변영주 : 2018년 5월 4일 ~ 2019년 1월 25일, 2020년 2월 9일 ~ 2022년 1월 23일
- 봉태규 : 2020년 7월 12일 ~ 2022년 1월 23일
- 윤종신 : 2018년 5월 4일 ~ 2019년 10월 6일
- 정재형 : 2019년 10월 13일 ~ 2020년 7월 5일
- 장윤주 : 2019년 10월 13일 ~ 2020년 7월 5일

### 확장판
- 봉태규 : 2022년 2월 18일 ~ 2022년 4월 8일
- 유세윤 : 2022년 2월 18일 ~ 2022년 4월 8일
- 장도연 : 2022년 2월 18일 ~ 2022년 4월 8일
- 변영주 : 2022년 2월 18일 ~ 2022년 4월 8일
- 박상영 : 2022년 2월 18일 ~ 2022년 4월 8일

## 편성 변경
- 2019년 6월 14일 : 뉴스특보로 연기되어 6월 16일 일요일 오전 10시 40분에 방송되었다.

## 결방
- 2019년 9월 15일 : 추석특집 편성 관계로 결방되었다.

## 참고 사항
- 영화 풀버전이 포함된 방송분은 저작권을 보호하기 위해, VOD 다시보기 서비스를 제공하지 않는다.
- 방청객 웃음소리(Laugh track) 효과를 일체 사용하지 않는다.